# Huragan Irene (2011)
Huragan Irene – cyklon tropikalny wiejący w sierpniu 2011 nad północnym Atlantykiem, zagrażający wschodnim wybrzeżom Stanów Zjednoczonych oraz wschodniej Kanadzie. W czasie przechodzenia przez miasto Nowy Jork, huragan złagodniał na tyle, że uzyskał status burzy tropikalnej.
W Hrabstwie Calvert w Maryland, niesiony wiatrem kawałek aluminium uderzył w transformator elektrowni jądrowej Calvert Cliffs, powodując jej automatyczne wyłączenie.
Ze względu na znaczne straty materialne oraz straty w ludziach, jakie wywołała Irene, nazwa ta została wycofana z ponownego użycia w nazewnictwie cyklonów tropikalnych nad Atlantykiem. Postanowiono, że nazwę Irene zastąpi nazwa Irma.

## Ofiary huraganu
| Państwo           | Ofiary śmiertelne |
| ----------------- | ----------------- |
| Stany Zjednoczone | 47                |
| Dominikana        | 4                 |
| Haiti             | 3                 |
| Kanada            | 1                 |
| Portoryko         | 1                 |
| Razem             | 56                |